# 羅瀚隆
羅瀚隆（？—？），江西德化人，清朝政治人物。翰林出身。
咸豐二年（1852年）壬子恩科进士。選庶吉士。同治二年（1863年），擔任清朝廣州府南海縣知縣。后由吳信臣接任。